# Arrivederci (фильм)
«Arrivederci» — художественный фильм молдавского кинорежиссёра Валерия Жереги.

## Сюжет
Фильм рассказывает о жизни двух детей, которые остались одни в молдавском селе, после того, как их мать уехала в Италию на заработки. Отца у детей нет. Мальчик, который ходит в школу в первый класс, помогает своей младшей сестре и воспитывает её.

## В ролях
- Ион Бабенко.
- Михаела Бабенко.
- Владимир Портэреску.
- Андрей Мудря.
- Мария Кобышнян.
- Вера Борончук.
- Анжела Портэреску.
- Ион Лободэ.
- Анастасия Бакалым.
- Олег Гринькa.
- Ольга Пундева.
- Юрие Раду.

## Съёмочная группа
- Режиссёр-постановщик и оператор — Валериу Жереги.
- Сценарий — Анна Бардук.
- Монтаж — Андрей Бэлуцэ.
- Художник — Андрей Мудря.
- Второй режиссёр — Анна Бардук.
- Редактор — Галина Лунгу.
- Ассистент — Олег Гринько.
- Художник-фотограф — Ольга Пундева.
- Директор фильма — Михай Дэнилэ.
- Продюсер — Валериу Жереги.
- При содействии общественной ассоциации «АНДРОМЕДА».

## Премии
1. Фильм «Arrivederci» удостоен Гран-при на XI Евразийском телефоруме в Москве.
2. Бердянский Международный Кинофестиваль[2].
3. «Надежда фестиваля».

- Специальный Приз жюри «Надежда фестиваля» Иону Бабенко за исполнение главной роли [3].
- Приз за лучшую режиссуру художественного фильма [4].
- Приз за лучшую операторскую работу художественного фильма [5].

1. Лауреат премии Европейского телевизионного конкурса в номинации [6].

- «За создание межкультурного диалога в объединённой Европе».

1. Международный кинофестиваль в Салерно (Италия)[7].

- «Абсолютная премия» — высшая награда в категории фильмов среднего метража.

1. Международный кинофестиваль по правам человека (Харьков, Украина).

- Приз «Лучший режиссёр».

1. Международный кинофестиваль патриотических фильмов «KINOTUR — 2009» (Житомир, Украина).

- Гран-при.
- Приз «Лучший оператор».

1. Международный фестиваль телевизионных фильмов «KORONA KARPAT»[8] (Трускавец, Украина).

- Гран-при.